# 常忌
常忌（？—？），字茂通，蜀郡江原人，少時與從兄常勗齊名。

## 生平
蜀漢時期，初為謁者僕射、黃門侍郎，喪親後，憑藉至孝聞名。被舉為孝廉，擔任議郎。出使吳國，稱職而還。歷任長水參軍，什邡、雒縣令。
司馬昭擔任魏相國時，徵辟忌擔任相府舍人。
西晉時期，泰始四年三月（268年），羅憲跟隨晉武帝司馬炎在華林園參與宴會，晉武帝詢問蜀漢大臣的子弟，又問起其中適合任用者，羅憲推薦了常忌、杜軫、壽良、陳壽、高軌、呂雅、許國、費恭、諸葛京、陳裕，他們隨即得到了進用，都在當時知名於世。
司馬炎建晉國時，命常忌為騎都尉。後外放任河內令，忌到任後大力打壓豪族勢力，治理民風，於是風教大興。縣里有姦嫂殺兄者，群黨蔽匿，而常忌皆窮治。後入為州都，剛議論讓常忌擔任郡守，常忌卻剛好病逝。
常忌的好友廣漢段宗仲，亦有學行。在蜀漢時期曾任謁者僕射、黃門侍郎等，官位常與常忌相當，蜀亡後新任益州刺史袁邵命其為主簿，與常忌共理郡事，入晉後官至雲南、建寧太守。